# Pásztor Vera
Pásztor Vera (Budapest, 1924. február 18. – Budapest, 2003. január 2.) magyar táncosnő, koreográfus.

## Életpályája
Balett-tanulmányait az Operaház iskolájában tanulta Brada Rezsőnél és Nádasi Ferencnél 1938–1940 között. 1940–1956 között a Magyar Állami Operaház társulatának tagja, magántáncosa volt. 1956-ban férjével, Vashegyi Ernővel elhagyta Magyarországot; Svájcban éltek. 1960-ban Zürichben balettiskolát alapított, ahol 1990-ig oktatott. 1994-ben visszatért Magyarországra.
Sikereit a klasszikus és karakterszerepekben érte el, amelyekben kibontakozhatott finom, lírai egyénisége.

## Szerepei
| - Delibes: Coppélia – Ballada; Swanilda - Bayer: A babatündér – Kínai baba; Beszélő baba; Babatündér - Rajter Lajos: Pozsonyi majális – Szolgálók - Laurisin Miklós: Debreceni história – Mutatványosok - Schumann: Álomjáték – Coquette; Chiarina - Hubay Jenő: Csárdajelenet – Egy szolgáló - Bartók Béla: A fából faragott királyfi – Vizisellők; Királykisasszony - Radnai Miklós: Az infánsnő születésnapja – Cigányleányok; A kígyó - Gounod: Faust - Walpurgis-éj – Keringő; Psyche - Liszt Ferenc: Pesti szilveszter – Budai vénkisasszony - Muszorgszkij: Hovascsina – Szólót táncol - Delibes: Sylvia – Rabnők - Verdi: Traviata – Spanyol tánc - Strauss: József legendája – Fátyolosak - Verdi: Aida – Szólót táncol | - Wagner: Tannhäuser – Bacchanália - Mozart: Éji zene – Allegro - Goldmark Károly: Sába királynője – Szólót táncol - Stravinsky: Petruska – Cigánylány; A balerina - Jemnitz Sándor: Divertimento – I. Fantázia - Rimszkij-Korszakov: Seherezádé – Első rabnő - Strauss: Térzene – A fiatal lány - Weber: A rózsa lelke – A fiatal leány - Stravinsky: Kártyajáték – Caro dáma - Bizet: Carmen – Spanyol táncok - Strauss: A denevér – Kék Duna keringő - Debussy: En bateau – Előadják - Csajkovszkij: Diótörő – Mária hercegnő - Aszafjev: Párizs lángjai – Színésznő - Aszafjev: A bahcsiszeráji szökőkút – Mária - Kenessey Jenő: Bihari nótája – Ilona |

## Filmjei
- Díszelőadás (1955)
- Pázmán lovag (1957)

## Könyve
- Az én kék madaram (2002)